# Benito Floro
Benito Floro Sanz (Gijón, 2 giugno 1952) è un allenatore di calcio spagnolo.

## Allenatore
Il 21 giugno 1992 diventa il nuovo allenatore del Real Madrid Club de Fútbol. Vincendo la Coppa del Re e perdendo il titolo della Liga all'ultima giornata. L'annata seguente vince la Supercoppa di Spagna. Il 7 marzo 1994 viene esonerato dal presidente Ramón Mendoza dopo aver perso le ultime due partite. L'8 settembre ritorna alla guida dell'Albacete. Si dimette il 13 marzo 1996. L'8 giugno viene presentato come nuovo allenatore del Sporting Gijón. Il 17 aprile 1997 viene esonerato. Il 16 dicembre vola in Giappone per allenare il Vissel Kobe. Il 24 settembre 1998 si dimette dopo la pesante sconfitta di 7-0 subita dal Júbilo Iwata. Il 31 ottobre 1999 diventa tecnico della squadra messicana del Monterrey. Il 9 maggio 2001 si dimette. Il 16 settembre 2002 ritorna alla guida del Villarreal. Il 26 agosto 2003 vince la Coppa Intertoto. Il 23 febbraio 2004 si dimette a causa della sconfitta di 4 a 1 contro il Real Zaragoza, vedendo cadere il club nella zona Europa. Il 7 luglio 2004 diventa allenatore del Maiorca. Per la crisi di gioco e di risultati in cui versa il club spagnolo, il 26 ottobre viene sollevato dall'incarico. Il 23 dicembre 2005 dopo le dimissioni di Arrigo Sacchi viene nominato direttore dell'area tecnica e direttore sportivo del Real Madrid. Il 7 luglio 2006 si dimette dalla dirigenza per la nuova nomina presidenziale. Il 18 dicembre 2008 viene annunciato dal presidente Eduardo Maruri come nuovo allenatore del Barcelona SC. Il 1 giugno 2009 viene sollevato dall'incarico. Il 21 gennaio 2012 diventa allenatore del Wydad Casablanca. Viene esonerato il 21 settembre. Il 5 luglio 2013 diventa selezionatore del Canada.

## Palmarès
- Segunda División B: 1

Albacete: 1989-1990
- Segunda División: 1

Albacete: 1990-1991
- Coppa di Spagna: 1

Real Madrid: 1992-1993
- Supercoppa di Spagna: 1

Real Madrid: 1993
- Coppa Intertoto UEFA: 1

Villareal: 2003